# 飞剪发
飞剪发是指使用剪刀迅速而且利落的将秀发剪短成型的技术剪刀法。其中技术整体上分为三代，第一代为使用手臂飞剪，第二代则是使用手腕飞剪，第三代为手指飞剪。
飞剪发的创始人是谁并无确实根据，传说是由台湾人带入日本发扬光大。 使用飞剪技术修剪头发将能带来一丝丝一柔柔的轻盈发尾效果，视技术者的技巧拿捏而定。飞剪法能够创造出头发的外型结构，内部结构，调量（打薄 thinning ) 以及头发的纹理制造。由于飞剪发是属于剪发技术中较高阶的技术，所以使用者务求先把剪法基本基础打好，才能把飞剪技术发挥得正确。
一般上操作飞剪发技术有其专属的剪刀工具，俗称为弯剪刀或翘剪刀。弯剪刀与一般的剪刀相比，刀锋呈现向外延伸的形状，而翘剪刀则属于刀刃至刀尖部分呈现向上翘起的形状。这两种剪刀的外形是根据物理移动的惯性而设计，比起一般的直形剪刀，此类型剪刀在剪发操作时是将发丝给“滑断” ，所以当使用飞剪法时，较不易发生头发拉扯现象，头发也不会因拉扯而造成开叉受损。